# Канульское царство
Канульское царство, Кануль — государство древних майя на территории южной части современных штатов Кампече и Кинтана-Роо, Мексика, и северной части департамента Петен, Гватемала. Существовало в I в. до н. э. — X в. н. э. За время существования царства сменилось три столицы: Накбе, Цибанче и Калакмуль.

## Ранняя история
Происхождение Канульского царства по одной из гипотез связано с гигантским предклассическим городом Эль-Мирадор (площадью 20 квадратных километров), существовавшим в поздний доклассический период (последние века до н. э.) близ современной гватемальско-мексиканской границы: в его окрестностях найдена одна из древнейших иероглифических записей титула «Канульский владыка». Позднейшие надписи связывают происхождение Канульских владык с «Холмами Агавы», полулегендарной прародиной царских династий Тикаля-Мутуля, Яшчилана и Копана, которую одни современные исследователи отождествляют с Эль-Мирадором, а другие — с Каминальхуйу в горной Гватемале.
Из окрестностей Накбе (8 км от Эль-Мирадора) происходит не менее десятка керамических сосудов с противоречивыми списками Канульских владык (в наибольшем — 19 имен), однако, ни отождествить указанных в них лиц с историческими персонажами, ни восстановить абсолютную хронологию событий не представляется возможным.

## Канульское царство со столицей вЦибанче
Наиболее ранние достоверные сведения о Канульском царстве относятся к концу V — началу VI в., когда его столицей был город Цибанче (древнее название неизвестно) на юге современного мексиканского штата Кинтана-Роо. Надписи сообщают о многочисленных походах и победах правителя Йукно’м Ч’еена I. При одном из его преемников, Туун К’аб Хише, в 530—540-х гг. наблюдается экспансия Кануля в южном и юго-западном направлении, им оказывается захвачен Хуш-Хабте (Рио-Асуль), в 106 км южнее Цибанче, в 537 г. канульские войска появляются на Усумасинте, в 546 г. в зависимости от Кануля оказывается крупное царство Саиль (Наранхо), в 180 км к югу от Цибанче.
Следующий правитель, Ут Чаналь (551? — 572) в союзе с Хушвица (Караколь) вступает в борьбу с господствовавшим до тех пор в Петене Мутульским царством и в апреле 562 г. наносит его правителю сокрушительное поражение. После этого гегемония в майяских низменностях переходит к Канульскому царству. Экспансия Ут Чаналя распространялась также в северном направлении: упоминание об этом правителе обнаружено в Ок’оп, на границе современных мексиканских штатов Кинтана-Роо и Юкатан, в 143 км севернее Цибанче.
Деятельность Ук’ай Кана (579 — после 611) могла распространяться на территорию от Коба на северном Юкатане до Паленке в Чьяпасе, охватывая расстояние в 560 км, то есть практически весь мир классических майя.

## Расцвет Канульского царства со столицей вКалакмуле
В 626—631 гг. в союзе с Караколем Кануль вел войну против царства Сааль со столицей в Наранхо, которое ранее было зависимо от него, но, вероятно, попыталось вернуть самостоятельность. В этой войне погиб Канульский владыка Тахом Ук’аб К’а’к’, но Наранхо, в конечном счете, было разгромлено.
В дальнейшем (согласно толкованию недавно найденной надписи из Ла-Корона — в 635 г., столица Канульских владык была перенесена южнее, в Чикнааб (городище Калакмуль, в 32 км севернее мексикано-гватемальской границы), вскоре превратившийся в один из крупнейших городских центров майя (в период наибольшего расширения его площадь составляла 30 квадратных километров, население — до 60 тысяч человек).
.

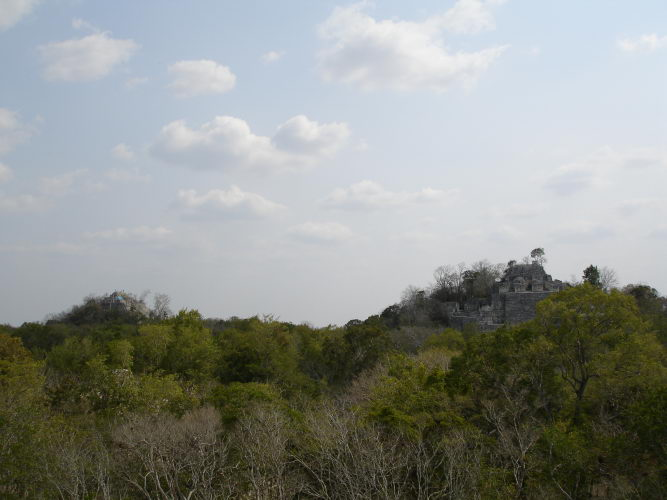
Вид на главные пирамиды Калакмуля. Фото Ю.Полюховича

Расцвет Канульского царства по общему мнению приходится на правление Йукно’м Ч’еена II (636—686). При нём законченный вид приобретает система союзов, предусматривавшая признание зависимости от Канульского кало’мте (высший титул майяских владык), его вмешательство в назначение правителей и следование его политике в обмен на военную помощь. Во времена Йукно’м Ч’еена II отношения такого рода распространяются вплоть до Канкуэна (245 км южнее Калакмуля) и Ицана (193 км юго-западнее), включая такие крупные майяские государства как Караколь, Эль-Перу, Пьедрас-Неграс.

Йукно’м Ч’еен II поддержал правителя Дос-Пиласа Бахлах Чан К’авииля, по всей вероятности претендовавшего на власть над Мутульским царством.
В ходе войн, происходивших в конце 640-х, во второй половине 650-х и в 672—679 гг. погибли двое царей Мутуля-Тикаля, их столица была взята союзником Канульского владыки, однако, утвердиться в ней Бахлах Чан К’авиилю не удалось. В мае 682 г., как раз во время его визита в Калакмуль, правителем Тикаля стал Хасав-Чан-Кавиль I, враждебный Канулю. Новых попыток установить контроль над Тикалем Йукно’м Ч’еен II и его дос-пиласский союзник больше не предпринимали. Более результативной оказалась борьба Йукно’м Ч’еена II в союзе с Караколем против Наранхо, по всей видимости вновь выступившего против Кануля: между 680 и 682 гг. этот город опять подвергся разгрому, правящая династия была низложена, а фактической правительницей стала дочь Бахлах Чан К’авииля, на которой женили одного из местных царевичей.

## Конец гегемонии Канульских владык в Петене
Преемник Йукно’м Ч’еена II Йукно’м Йич’аак К’а’к’ (686—695) вмешался в войну между Хасав-Чан-Кавилем и Наранхо, начавшуюся в 693 г., однако, в августе 695 г. потерпел поражение и вскоре умер (возможно, от ран); его погребение найдено в 1997 г. под «Структурой 2» в Калакмуле. И, хотя территория собственно Кануля, по всей вероятности, не была затронута войной, системе союзов был нанесен существенный удар: число упоминаний Канульских владык в надписях из других городов резко сокращается, они утрачивают безраздельное господство в Петене.
Йукно’м Ток’ К’авииль (это сокращенное имя, чтение полного неясно), воцарившийся ранее 702 г., пытался сохранить и возобновить прежнюю систему военно-политических союзов, но в очередной войне с Мутулем между 733 и 736 гг. потерпел поражение и, вероятно, погиб. После этого система союзов с участием Канульского царства окончательно распалась; возможно, вследствие поражения в Чи’кнаабе даже сменилась правящая династия.

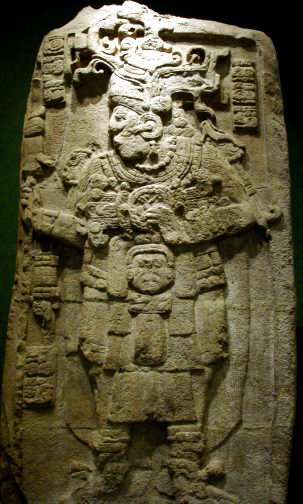
Йукно’м Ток’ К’авииль. Стела 51 из Калакмуля. Фото Ю.Полюховича

## Упадок и гибель Канульского царства
История Канульского государства после 736 г. неясна; его внешнеполитическая активность сходит на нет, в архитектуре усиливаются черты, характерные для майя Юкатана.
С начала IX века в Калакмуле появляются черты общего упадка общества майя, приведшего в конечном счете к его гибели. Последний датированный памятник из этого города относится к 909 г.
Впрочем, какое-то население, продолжавшее называть себя «кануль» жило на землях бывшей Канульской державы вплоть до колониальной эпохи, его упоминает в середине XVII в. испанский историк Диего Лопес Когольюдо.

## Список правителей
- Сиях-Чан-Балам
- Юкном-Чен I
- Тун-Каб-Хиш
- Как-Ти-Чич-Ах-Мокиль
- Ут-Чаналь
- Яш-Йопаат
- Укай-Кан
- Юкном-Ти-Чан
- Тахом-Укаб-Как
- Юкном
- Юкном-Чен II
- Юкном-Йичак-Как
- Чохот
- Юкном-Ток-Кавиль
- Вамав-Кавиль
- Мо-Кавиль
- Яш-Чит-Нах-Кан
- Болон-Кавиль
- Чан-Пет
- Ах-Ток